# Saulius Stoma
Saulius Stoma (ur. 29 lipca 1954 w Kownie) – litewski pisarz, dziennikarz i publicysta, od 2008 do 2012 poseł na Sejm Republiki Litewskiej.

## Życiorys
Po ukończeniu szkoły średniej im. Jurgisa Dobkevičiusa w Kownie podjął naukę na wydziale architektury instytutu budownictwa inżynieryjnego w Wilnie. Podczas studiów zaczął pisać nowele, które po raz pierwszy wydano w tygodniku "Literatūra ir menas".
W latach 1977–1978 pracował jako architekt w Wilnie, w międzyczasie publikował w piśmie "Nemunas". W 1979 przeprowadził się do Kowna, gdzie pracował jako historyk architektury w instytucie badawczym zajmującym się budownictwam i architekturą. Podjął studia aspiranckie, pisząc pracę o architekturze dworskiej na Litwie. W 1981 powrócił do Wilna i rozpoczął współpracę z redakcją encyklopedii Litewskiej SRR jako redaktor naukowy. W ciągu sześciu lat opracował oficjalną listę zabytków kultury na Litwie.
Pod koniec lat 80. został redaktorem działu architektura i sztuka w piśmie "Literatūra ir menas". W tym samym okresie zaangażował się w działalność po stronie Sąjūdisu, organizował jego komórkę w redakcji czasopisma. Pod koniec 1989 wziął udział w zjeździe założycielskim Litewskiej Partii Chrześcijańsko-Demokratycznej, został wybrany w skład jej rady i zarządu.
W 1990 założył wraz z Arvydasem Juozaitisem i Sauliusem Šaltenisem pismo "Šiaurės Atėnai", zostając jego współredaktorem. Stanął na czele redakcji pisma "Lietuvos aidas" – funkcję tę sprawował do 1994. Później pracował jako sprawozdawca dziennika "Lietuvos rytas", a od 1996 do 1997 był redaktorem naczelnym gazety "Lietuvos žinios". W 2003 został członkiem Litewskiego Związku Pisarzy.
W 2008 wstąpił do Partii Wskrzeszenia Narodowego, z ramienia której w tym samym roku został wybrany do Sejmu. W 2009 przeszedł do frakcji Związku Ojczyzny, którą opuścił w 2012. W tym samym roku bez powodzenia ubiegał się o reelekcję z ramienia Drogi Odwagi.
Saulius Stoma jest autorem powieści kryminalnych: Nuostabi negyvėlė (1996) i Bestseleris (1998).